# Famille nombreuse
 (janvier 2024).
Pour les articles homonymes, voir Famille nombreuse (homonymie).
Une famille nombreuse est un type de famille dont le nombre de membres est considéré comme élevé au regard des normes d'une société. 

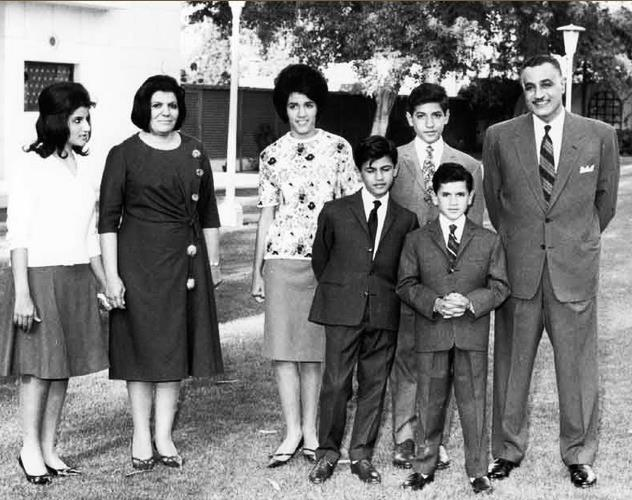
Famille nombreuse du président égyptien Gamal Abdel Nasser en 1963.

Le concept est difficilement définissable et varie selon le contexte sociopolitique et l'époque. D'"un couple avec trois enfants", à "un mari, trois femmes et quinze enfants", tous les seuils et toutes les estimations sont faites selon les pays considérés. Cependant, les pays ayant une politique nataliste définissent légalement le nombre d'enfants à partir duquel une famille est considérée comme nombreuse, afin de leur accorder des avantages fiscaux ou des réductions de prix.
Aujourd'hui, en France et en Belgique, à partir de trois enfants un couple peut par exemple prendre le statut de famille nombreuse.

## En France
Longtemps la famille nombreuse semble avoir été perçue comme une assurance de prise en charge des personnes âgées ou de parents devenus dépendants par leur descendance. 
En France, les familles nombreuses sont ou ont aussi été encouragées par diverses associations familiales des politiques familiales ; aidées (moins d'impôts, réductions, droits spéciaux) ou subventionnées depuis la Révolution. 
De l'ancien régime à la révolution industrielle, l'image de la famille est en France notamment ancrée dans une « morale familiale » (moins religieuse et plus civique après la Révolution, un devoir familial et filial et patriotique, ou fait même appel au sens du sacrifice, l'enfantement étant présenté comme un devoir civique, sachant que dans l'ancien régime voire plus tardivement ; dans les « bonnes » familles, deux des enfants au moins était traditionnellement réservés aux ordres militaire et religieux.
Ceci pourrait expliquer un net renforcement des politiques natalistes avant et après chaque guerre, et plus encore guerres mondiales, sous la pression notamment de mouvements familiaux ayant des racines à la fois politiques, sociales et religieuses voire militaires. À ces époques, la famille nombreuse devient un enjeu politique plus marqué . L'école et les casernes, assistée de l'Église se font alors le relais des propagandes pro-famille nombreuse gouvernementales et en faveur d'une démographie associée au renforcement d'une patrie ressentie comme menacée par la démographie de populations voisines ou éloignées (ex : péril jaune). De ce point de vue les révolutions contraceptives seront mal perçues par certains défenseurs du natalisme ou du paternalisme (paternalisme minier et industriel notamment dans le nord de la France). 

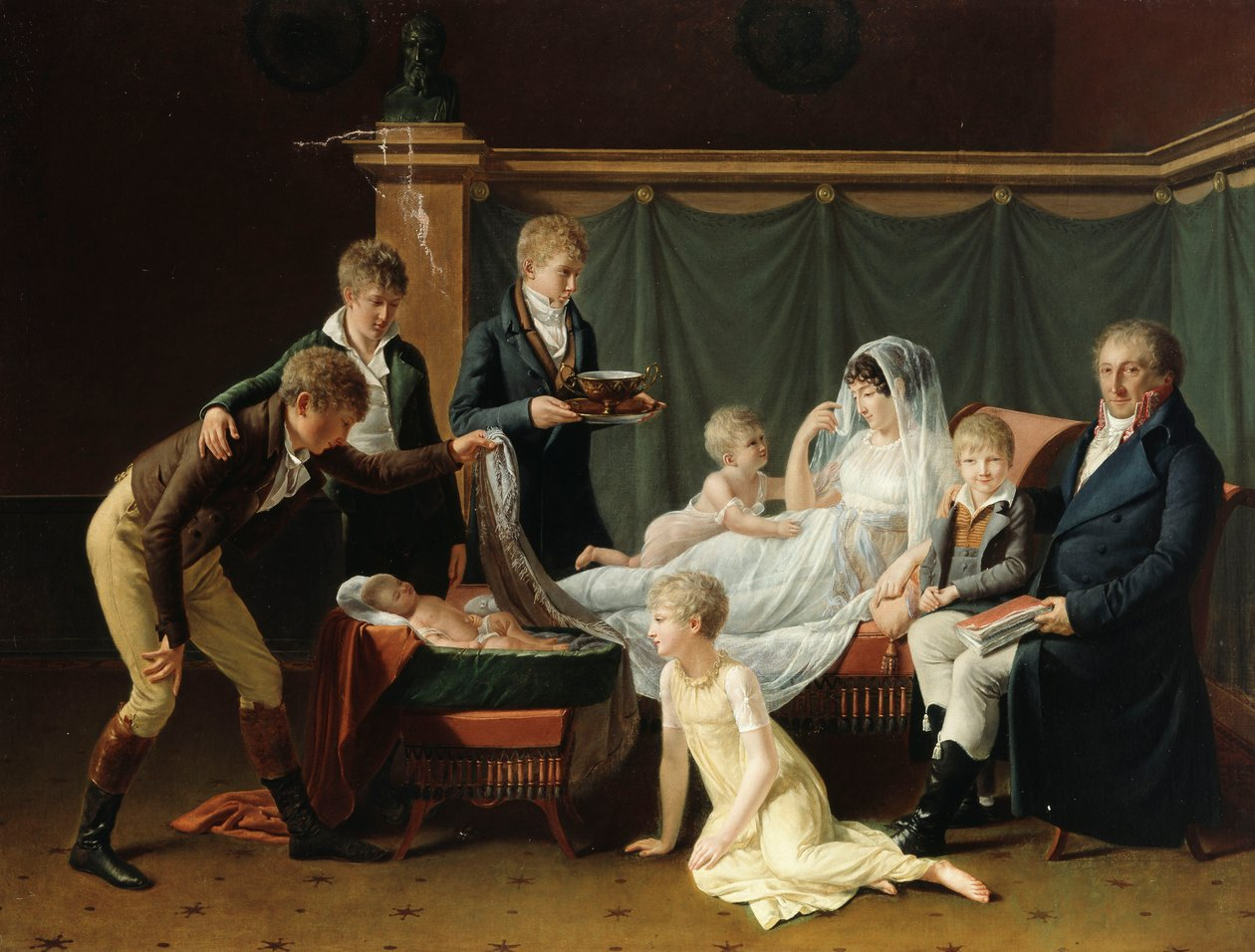
Portrait de Jean-François Fontaine, marquis de Cramayel, son épouse Joséphine de Folard ainsi que leurs sept enfants, vers 1803

La baisse volontaire de la natalité est vécue comme une menace par certains grands acteurs religieux, politiques et militaires. Ils voient là un risque de manquer de soldats (assimilés à de la « chair à canon » pour de nombreux poilus et les pacifistes de « La Der des Ders ») pour les uns et d'ouvriers ou de futurs consommateurs pour les autres, trois risques perçus comme des menaces par divers acteurs-clé des mondes capitalistes. L'industriel, le militaire et le religieux uniront leurs forces pour promouvoir l'idée du travail, de la famille nombreuse et du sacrifice pour la patrie forment une sainte, morale, civique et vertueuse alliance.
La fécondité féminine peu à peu contrôlée par la contraception donne à la femme qui veut se libérer et s'autonomiser, un certain pouvoir. Certains sociologues ou démographes comme Barbara Hobson évoquant d'une part la notion d'une certaine résistance des femmes ou couples par la « grève des ventres » ou d'un « tournant positif » (phénomène dont les causes et variations sont encore mal comprises ou très discutées,, pour le monde économique, quand la participation des femmes au marché du travail devient plus forte, curieusement dans les familles où les taux de natalité étaient les plus élevés (Ahn et Mira, 2002).
Les familles nombreuses, dans certaines régions notamment (ex : Nord de la France) ont eu à certaines époques un poids important en termes de hausse de la démographie et de renouvellement des générations, avec parfois des nuances dues au nombre d'enfants morts avant d'avoir pu procréer, ou destinés aux ordres religieux, ou à une moindre espérance de vie en raison d'un niveau de vie réduit.[réf. nécessaire]

### Première Guerre mondiale
L'association « La plus grande famille » fondée durant la 1re guerre mondiale par un industriel roubaisien dans un contexte de guerre et de paternalisme fut présidée par le Lyonnais Auguste Isaac (président honoraire de la Chambre de commerce de Lyon). Son siège social était à Paris, dans les bureaux de la société d'économie sociale (inspirée par Pierre Guillaume Frédéric Le Play), 54, rue de Seine, alors que le secrétariat général était au no 24 de la rue du Mont-Thabor. L'association avait pour objet (art 2 de ses statuts déposés au titre de la loi de 1901) :
- a) « d'étudier les droits, le rôle et les intérêts moraux et matériels des familles nombreuses »
- b) « de susciter ou de favoriser par son adhésion, son concours et sa propagande, toutes les initiatives et tous les mouvements d'opinion destinés à revendiquer ou à développer ces droits, à défendre ou à favoriser ces intérêts » ;
- c) « de provoquer la création ou de contribuer à la constitution de toutes œuvres ou organisations qui seraient de nature, directement ou indirectement, à venir en aide aux familles nombreuses ou à leurs membres ».

Il fallait être père d'au moins 5 enfants pour y adhérer en tant que membre actif. La plupart des adhérents étaient catholiques notoires, membre de l'aristocratie campagnarde ou de la grande bourgeoisie industrielle du nord (familles réfugiées pour cause de guerre) et de la région lyonnaise.
L'association s'est fait connaitre en 1916 par un concours (prix de 500 francs) pour récompenser les familles de 7 enfants ou plus qui comptaient « le plus grand nombre de fils actuellement sous les drapeaux ou de fils tombés au champ d'honneur » (les parents « indigents professionnels » ou suspectés d'alcoolisme étant exclus par le règlement). Louis Nicolle, pdt de la Société industrielle du Nord de la France participe à la conduite de l'association, laquelle, avec M. le marquis de Beaucour soutient la « repopulation des campagnes » et l'encouragement à adopter une vie rurale et agricole pour des familles nombreuses abandonnant l'atmosphère délétère des grandes villes.
Étienne Lamy alors secrétaire perpétuel de l'Académie française le 15 juin 1916 crée une fondation dotée de 500 000 francs confiés à l'Institut de France et produisant un revenu annuel d'environ 25 000 francs, pour aider les pères de familles pauvres mais nombreuses  qui "par des privations quotidiennes et volontairement subies, perpétuent encore des foyers riches d'enfants", parce que "restaurer la fécondité de notre race est le plus essentiel intérêt de la France"(p. 127)
Anticipant sur les coopératives de consommation, l'association envisage de créer un bureau d'achats en commun (à Paris) "destiné à centraliser la puissance d'achat des familles nombreuses", les adhérents de La plus grande famille devant "bénéficier de ristournes". L'association veut aussi clairement faire pression pour des lois avantageant les familles nombreuses ("A la journée familiale du 10 juin, lecture fut donnée d'un projet de loi qui édictait jusqu'à la confiscation de l'héritage de certaines catégories de célibataires, puis d'un autre projet de loi qui, tendant à réduire certains propriétaires récalcitrants, substituait parfois le juge de paix au propriétaire pour régler les conditions du loyer et signer le bail avec le locataire")

### Après la Seconde Guerre mondiale
Le général de Gaulle fera du repeuplement une priorité, en encourageant les naissances, et donc indirectement les familles nombreuses, au moyen des mécanismes de la politique familiale française. Ces encouragements resteront forts durant les années 1970 pour s'atténuer, sans disparaître, dans les années 1980-90[réf. nécessaire].

## Dans la culture
- Famille nombreuse (film)
- 19 à la maison